# Lomaptera frederici
Lomaptera frederici är en skalbaggsart som beskrevs av Legrand 2006. Lomaptera frederici ingår i släktet Lomaptera och familjen Cetoniidae. Inga underarter finns listade i Catalogue of Life.